# Róża (film 1979)
Róża – amerykański film muzyczny z 1979 roku inspirowany życiem Janis Joplin i innych tragicznie zmarłych gwiazd rocka.

## Fabuła
Rose jest amerykańską piosenkarką. Żyje w ciągłym ruchu i stresie. Jej kariera nie pozwala jej na spełnianie własnych marzeń. Przelotne kontakty seksualne i ogromne ilości narkotyków rujnują jej życie.

## Obsada
- Bette Midler – Mary Rose Foster
- Alan Bates – Rudge Campbell
- Frederic Forrest – Huston Dyer
- Harry Dean Stanton – Billy Ray
- Barry Primus – Dennis
- Sandra McCabe – Sarah Willingham
- Will Hare – Pan Leonard
- Rudy Bond – Monty
- Don Calfa – Don Frank
- James Keane – Sam
- Doris Roberts – Pani Foster
- Sandy Ward – Pan Foster, ojciec Rose

i inni

## Nagrody i nominacje
Oscary za rok 1979
- Najlepszy dźwięk – Theodore Soderberg, Douglas O. Williams, Paul Wells, James E. Webb (nominacja)
- Najlepszy montaż – Robert L. Wolfe, Carroll Timothy O’Meara (nominacja)
- Najlepsza aktorka – Bette Midler (nominacja)
- Najlepszy aktor drugoplanowy – Frederic Forrest (nominacja)

Złote Globy 1979
- Najlepsza aktorka w musicalu/komedii – Bette Midler
- Najlepsza piosenka – The Rose – muz. i sł. Amanda McBroom
- Odkrycie roku (aktorka) – Bette Midler
- Najlepsza komedia/musical (nominacja)
- Najlepszy aktor drugoplanowy – Frederic Forrest (nominacja)

Nagrody BAFTA 1980
- Najlepszy dźwięk – Theodore Soderberg, Chris McLaughlin, Kay Rose, James E. Webb (nominacja)
- Najlepsza aktorka – Bette Midler (nominacja)